# 二式複座戦闘機
川崎 キ45改 二式複座戦闘機 「屠龍」
飛行第53戦隊の二式複座戦闘機丙型丁装備（キ45改丙）
- 用途：戦闘機
- 設計者：土井武夫
- 製造者：川崎航空機
- 運用者： 大日本帝国（日本陸軍）
- 初飛行：1941年5月
- 生産数：1,690機
- 運用開始：1941年10月
- 退役：1945年8月15日
- 運用状況：退役

二式複座戦闘機（にしきふくざせんとうき）は、第二次世界大戦時の大日本帝国陸軍の戦闘機。計画名称（試作名称、キ番号）はキ45改。愛称は屠龍（とりゅう）。略称・呼称は二式複戦、二式双戦など。連合軍のコードネームはNick（ニック）。開発・製造は川崎航空機。

## 開発の背景と経緯
1930年代半ばから1940年（昭和15年）頃にかけ、航空先進国である欧米の航空技術者たちの間では「双発万能戦闘機」なる機体の開発が盛んに行われていた。双発機は単発機より航続距離が長く、爆撃機に目的地まで随伴して護衛することができる。機動性は単発機に劣るが、二発のエンジンによる大出力で単発機を上回る高速を狙い、これをカバーする。武装（機関銃/機関砲）は機首部分に集中装備するが、これをカメラに変えれば写真偵察機に早変わりする。大出力と大柄な機体により、搭載力が大きいので攻撃機として多くの爆弾やロケット弾を搭載することができる。搭載力を活かして航法装置や強力な通信機を積載した上で、複座として後部乗員を航法士・通信士とすることで嚮導機・指揮機とすることもできる。結果、一機種で戦闘・爆撃・偵察・指揮など何役もこなせる効率的な機種として、P-38 ライトニング、メッサーシュミット Bf110やポテ 631といった機体が次々と現れた。
この流れに影響を受けた日本陸軍は1937年（昭和12年）、主要航空機メーカーに対して双発複座戦闘機の研究開発を命令、川崎造船所（のちの川崎航空機）にはキ38の名で開発を命じた。モックアップで止まったキ38に引き続き同年12月、陸軍は実物の試作機を作る目的で川崎に対し、あらためてキ45の開発を命じた。川崎は井町勇技師を設計主務者に据えて作業に着手、1939年（昭和14年）1月に試作1号機が完成した。しかしながら、キ45の性能は遠く要求に及ばなかった。装備されたハ20乙エンジンは馬力不足なうえに故障が続出し、機体にもナセルストールを引き起こすという問題がつきまとった。
キ45は不採用になったが、双発複座戦闘機の実用化を強く要望する陸軍は 開発の継続を川崎に命じた。川崎はこれを受け、エンジンを実績のあるハ25に換装することを決定し、設計主務者を土井武夫技師に代えて作業に着手した。ハ25装備の機体は「キ45第一次性能向上機」と呼ばれ、テスト飛行で好成績を示し増加試作機が8機製作されたが、ナセルストールを引き起こすという問題は解決できず実用機としては不採用になった。
しかし陸軍は双発戦闘機の入手を諦めておらず、1940年（昭和15年）10月、この機体をベースにして「第二次性能向上機」の試作を命じ、エンジンにはより強力なハ102（離昇出力1,080馬力）の採用を命じた。川崎はキ45に見切りをつけており機体は1940年（昭和15年）5月に完成したばかりの九九式双軽爆撃機の基本設計を流用して全くの新設計とした。ナセルストールについてはナセルの取り付け位置を主翼中心よりも下に配置するなどの対策を行い、一応の解決とした。この機体にはキ45改の名称が与えられ、試作1号機は1941年（昭和16年）9月に完成、各種飛行テストが続けられ、1942年（昭和17年）2月（皇紀2602年）に二式複座戦闘機として制式採用された。

### 愛称・呼称
本機の愛称「屠龍」は、フィリピンでの航空作戦で戦功を上げたとして新藤常右衛門中佐(当時)あてに発給された1944年11月23日付の陸軍省感状の冒頭、「屠龍の気魄烈々...」にあやかったもので、同月26日に新聞紙面において公開された。 なお、実戦部隊では二式複戦、キ45などと呼称されたほか、乙・丙型を襲撃機として運用した襲撃部隊においては二式襲撃機という呼称が存在した。また、一部部隊においては丙型を二式複戦改と呼称した。

## バリエーション

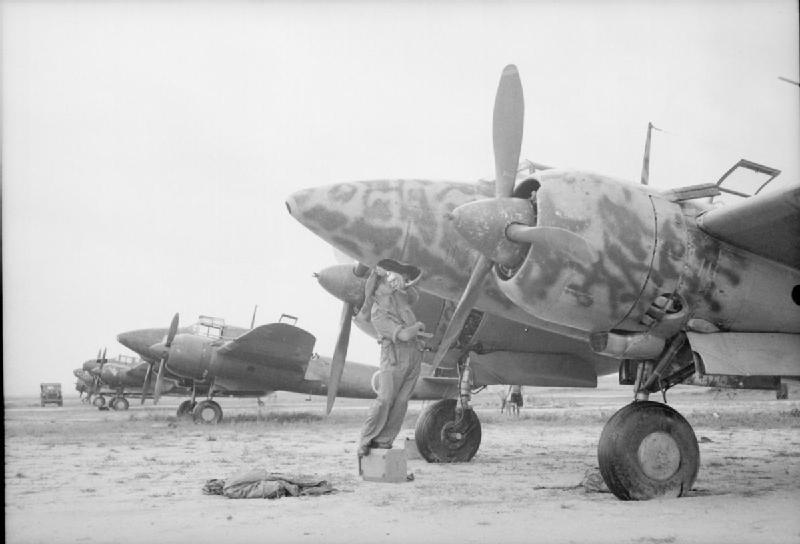
敗戦直後、シンガポールにてイギリス軍に接収され点検を受ける二式複戦丙型（キ45改丙）および甲型（キ45改甲）

キ45改
ハ25搭載の原型機。上記参照。
甲型 （キ45改甲）
最初の量産型。
機首にホ103（一式十二・七粍固定機関砲）2門、胴体下面にホ3（試製二十粍固定機関砲）1門、後部座席に九八式旋回機関銃（7.92 mm）1挺という武装だった。
乙型 （キ45改乙）
甲型では、撃墜が困難なアメリカ軍のB-17爆撃機に対抗するため、胴体下面の武装を九五式軽戦車が搭載していた九八式三十七粍戦車砲に換装した。
37mm砲は命中すれば絶大な破壊力を発揮したが、元が戦車砲なために後部座席の同乗者が一発ごとに再装填操作をしなくてはならず、30秒に1発ほどしか撃つことができなかった。
丙型 （キ45改丙）
胴体下面の37mm砲（九八式三十七粍戦車砲）を20mm砲（ホ3）1門に戻したが、機首の武装を初速570m/秒、発射速度120発/分のホ203（37mm機関砲）に換装した。
丙型の登場により、二式複戦は攻撃力の高い大型機迎撃機としての性格が定まった。
また後述のように襲撃機として対地・対艦攻撃用途にも重用された。
丁装備
ラバウルで1943年（昭和18年）5月より海軍の二式陸上偵察機（のちの月光）が九九式二十粍機銃を斜め上向きに装備し、夜間の重爆撃墜に戦果を挙げており、これに影響されて丙型にはのちに操縦席と後部座席の間にホ5（二式二十粍固定機関砲）2門（当初はホ103）を斜め上向きに装備し（上向き砲）、胴体下面のホ3を取り外すようになったが、これは丁装備と呼ばれた。
丁型 （キ45改丁）
上記の丁装備の好成績を受け、丁型として正式生産されるようになった。後部座席の旋回機関銃は廃止されている。
生産中の丙型は上向き砲を装備して生産されることになったが、既存の丙型及び甲型に関しても丁装備に改修されることになった。
戊型 （キ45改戊）
タキ2号（レーダー）を搭載した試作機。ホ301（40mm機関砲）1門を胴体に装備している。
その他
試作的立ち位置の少数改修機として、ホ204型37mm機関砲を機首装備したもの、ホ401型57mm機関砲を機首装備したもの(キ102乙の原型機といえる)、方向探知器を装備したもの、ビーコンを装備したもの、エンジンや空気取り入れ口の改良によって9000m級の高高度での飛行を可能にすることを試みたものなどが存在する。

## 運用

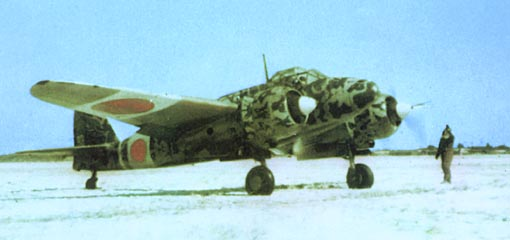
二式複戦甲型（キ45改甲）

二式複座戦闘機は当初、爆撃機の護衛という遠距離戦闘機（遠戦）的な運用がなされた。独立飛行第84中隊に配備された二式複戦は、1942年（昭和17年）6月、中国大陸の広東方面において爆撃隊の護衛として桂林攻撃に参加、アメリカ義勇航空隊（AVG）「フライング・タイガース」のP-40B/C トマホークと対戦したが、この戦いで二式複戦は惨敗を喫した。同隊は同年9月、ハノイにおいてもP-40E キティホークと戦って敗れた。これらの事実は、二式複戦が単発戦闘機とはまともに戦えないと云うことを示していた。
二式複戦はあらゆる戦域の部隊に配備され、進攻戦のみならず迎撃戦や船団護衛など多くの任務に用いられたが、二式複戦を配備された戦闘隊では本機の評判は芳しくなかった。最大速度はカタログ上でも540km/hに過ぎず（実戦部隊の機体の速度はこれより低い）、運動性は単発単座機である一式戦闘機「隼」や二式戦闘機「鍾馗」に著しく劣った。大型機迎撃にはある程度有効だったものの、護衛の戦闘機が随伴してくる場合にはこれに撃墜されることが多かった。二式複戦を配備された部隊の中には、機材の消耗に伴い一式戦や二式戦に機種変更する部隊もあった。一方、九九双軽に換わって軽爆隊に配備され対地対艦攻撃に使用された二式複戦の評判は上々であった。対地、対艦用にホ203 37mm機関砲1門を装備した丙型（キ45改丙）を受領した一部の部隊では二式双発襲撃機とも呼ばれた。

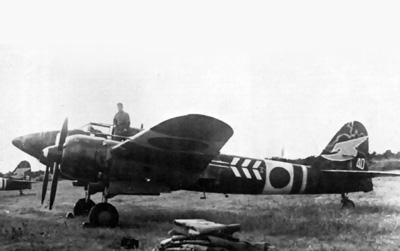
飛行第53戦隊震天隊の二式複戦丁型（キ45改丁）

それらの中で二式複戦が最も活発に運用されたのは、日本本土防空戦におけるB-29迎撃任務だった。
二式複戦は日本本土の防空部隊にも配備され、1942年（昭和17年）4月のドーリットル空襲の際には出撃したものの、会敵できずに終わった。B-29による本土空襲が1944年（昭和19年）6月に開始されると（八幡空襲）、二式複戦を装備する飛行第4戦隊や飛行第5戦隊、飛行第53戦隊といった部隊が戦果を挙げた。特に山口県下関市小月飛行場に駐屯する第12飛行師団隷下の第4戦隊は、日本の鉄鋼生産業の心臓部でもある北九州の八幡製鉄所を防空地区としていたこともあり、西部軍管区司令部直轄の来襲機情報の早期伝達、完全に整備された無線電話の積極的な活用、地上の戦隊長による戦隊指揮所から無線電話を利用しての部隊指揮、地上部隊（高射砲・照空灯）との緊密な協同戦、特に錬度の高い操縦者で構成されるなど、対B-29の本土防空部隊としては日本一の精鋭部隊とも称された。それらの準備は実戦においても生かされ、B-29の日本本土初爆撃となった1944年6月15日から迎撃戦に参加し、最多B-29撃墜王となった樫出勇大尉（B-29の26機撃墜を報告）を筆頭に多くのエース・パイロットを輩出し、以降終戦に至るまで連日出撃した。また、爆撃を行うために関東上空を飛行していたB-29を迎撃するために迎撃に向かった内、一機が体当たりを行い撃墜した。その、屠龍の部品とみられるエンジンや破片が千葉県の畑にて発見、回収され現在、茨城県の戦争博物館で展示されている。
しかし、高性能のB-29を撃墜するには速度・上昇力・高高度性能すべてが不足しており、有効な攻撃をかけることは難しかった。そのため、体当たり攻撃専門の空対空特攻隊（震天隊・回天隊）が一時編成された。通常攻撃の機でも体当たり攻撃は頻繁に行われた。1945年（昭和20年）になり、アメリカ軍が戦術を変えて夜間無差別爆撃を行うようになると、二式複戦は機首の大口径砲（37mm砲）と上向き砲（20mm砲）を活用して戦果を報ずるようになるが、レーダーをはじめとする電波兵器を持たず地上からの誘導と目視に頼らざるを得なかったため、ドイツ空軍の夜間戦闘機のように目標の位置や進路を正確に捕捉するということが出来ず、出動の空振りや戦果誤認が多く発生した。レーダー装備の実験機は試作されたものの、実用化の域に達しておらず、実戦に使用することはできなかった。二式複戦は昼夜を問わずB-29迎撃に出撃したが、アメリカ海軍・海兵隊の艦載機が来襲する際には戦闘に参加できず、退避行動をとらなくてはならなかった。1945年（昭和20年）4月に硫黄島が陥落すると、アメリカ陸軍航空軍のP-51DがB-29に随伴するようになり、本機単独での昼間活動は封殺されてしまった。
鹵獲した機体を調査した米軍の報告書では、最大速度や高速域での運動性、工作技術や装備が米軍機に比べ劣っていると評価されている。特に離着陸時の地上における運動性については"Very poor(劣悪)"と評され、他には狭隘なコクピットとそれに起因する視界の悪さ、振動の大きさが欠点として挙げられている。一方で、離陸距離の短さ、上昇速度、通常速度域での操縦性と運動性については"Good(良好)"および"Excellent(優良)"の高い評価を得ている。

## 現存機

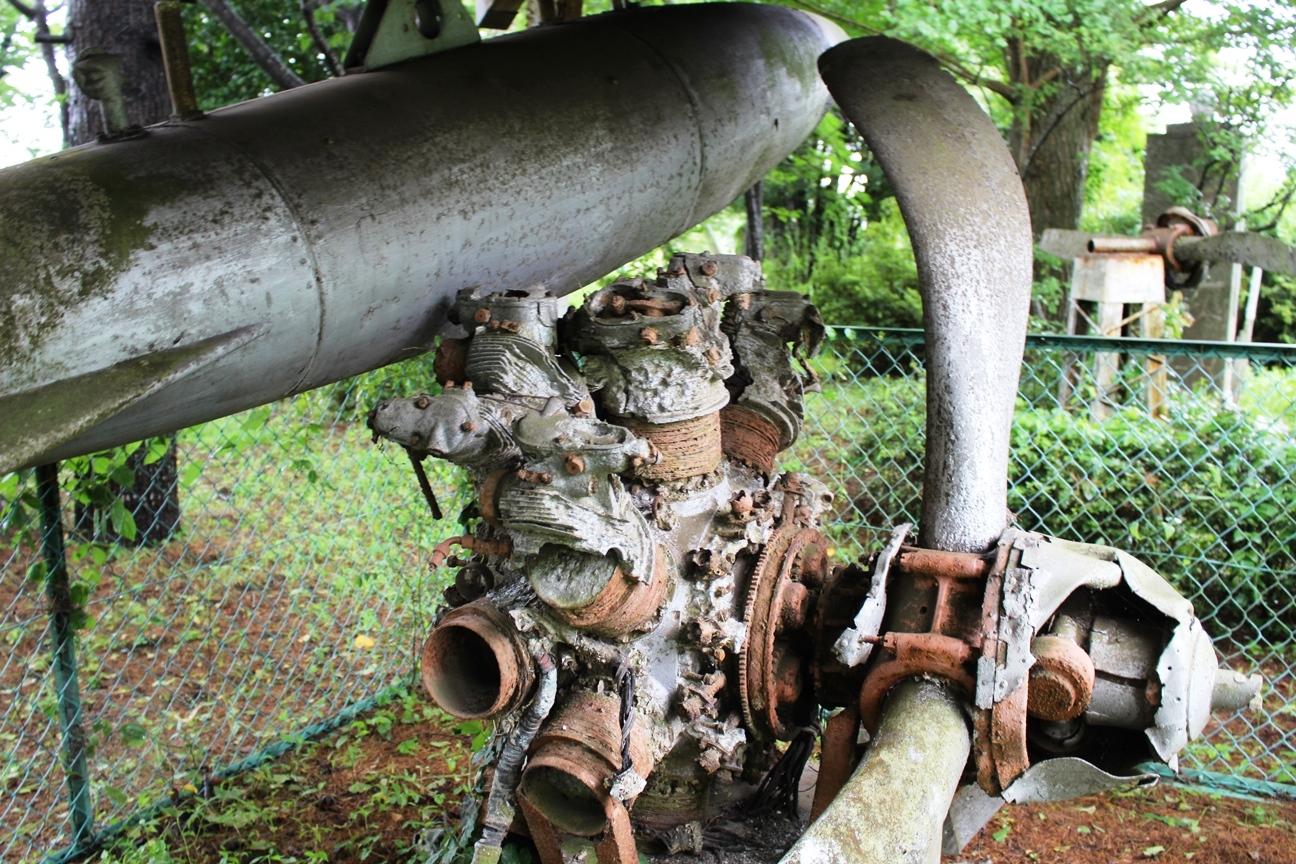
水戸つばさの塔公園の二式複戦のハ102とプロペラ

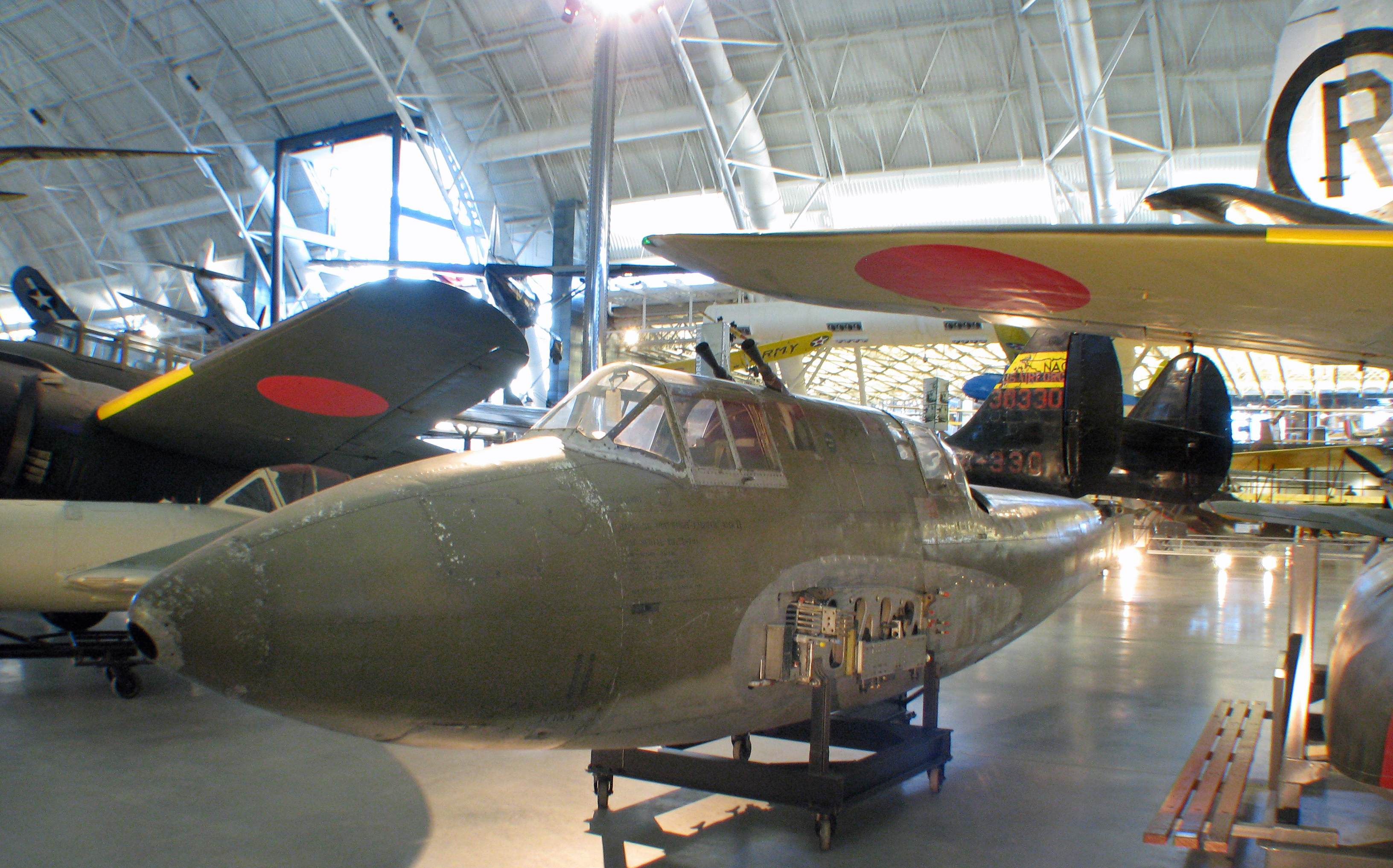
スティーブン・F・ウドヴァーヘイジー・センターの丙型（キ45改丙）胴体部分

二式複戦の現存機としては、アメリカの国立航空宇宙博物館（スミソニアン国立航空宇宙博物館）別館であるスティーブン・F・ウドヴァーヘイジー・センターが収蔵する丙型丁装備（キ45改丙）ないし丁型（キ45改丁）キの胴体部分が唯一となる。なお、本博物館においては胴体以外の部位(翼部、エンジン部など)についても非公開ながら分解状態で保管されている。
また二式複戦が装備していたハ102とプロペラが、戦後に茨城県大洗町沖の海底から引き上げられ水戸陸軍飛行学校・常陸教導飛行師団跡地である水戸つばさの塔公園にて展示されている。

## 諸元（キ45改）
- 乗員： 操縦員1名、銃手1名
- 全長： 11.00m
- 全幅： 15.07 m
- 主翼面積： 32.20 m2
- 自重： 4,000 kg
- 全備重量： 5,270 kg

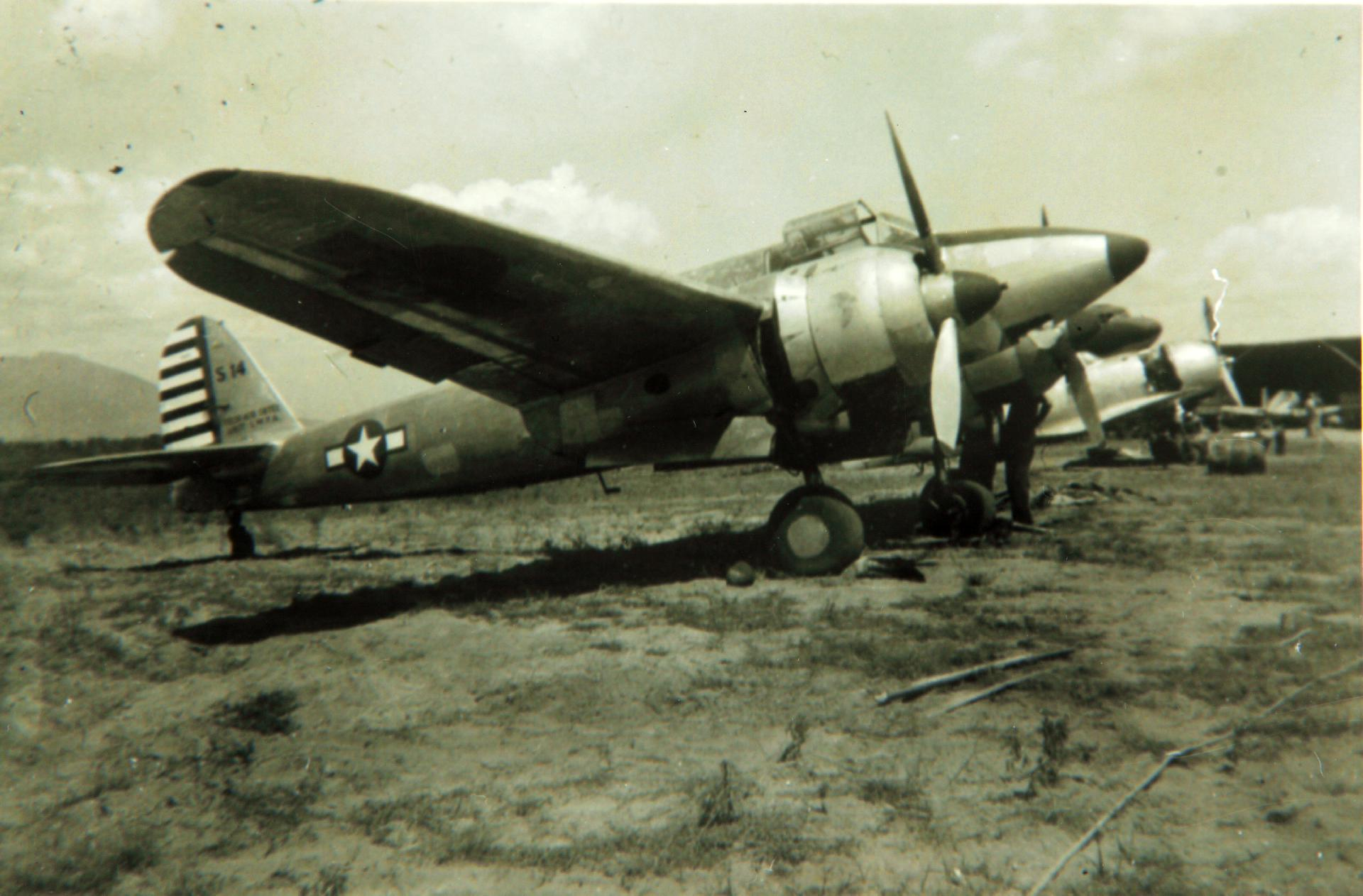
アメリカ軍に接収され同国軍の国籍標識を付した二式複戦丙型（キ45改丙）

- 動力： ハ102 空冷複列星型14気筒エンジン　×2（双発）
  - 離昇馬力　
    - 1,080HP/2,700RPM/ブースト+270mmHg

  - 公称馬力
    - 一速全開　1,055HP/2,600RPM/ブースト+180mmHg （高度2,800m）
    - 二速全開　950HP/2,600RPM/ブースト+180mmHg　（高度5,800m）
- 最大速度： 547 km/h
- 航続距離： 1,500 km
- 実用上昇限度： 10,000 m
- 上昇率： 5,000/7'00"
- 武装： 7.7mm機関銃×1（旋回）・12.7mm機関銃×2（固定）・20mm機関砲×2（固定）
- 生産機数：1,704機
- 製作会社：川崎航空機

## 派生型
キ45改-II
能力向上形の計画名。後にキ96に統合変更される。
キ96
キ45改をベースとした双発単座戦闘機。
キ102
キ96をベースとした双発複座高高度戦闘機（キ102甲）・襲撃機（キ102乙）・夜間戦闘機（キ102丙）。
キ108
キ102甲をベースとし、与圧キャビンを採用した双発単座高高度戦闘機。

## 登場作品

### 漫画
『迎撃戦闘隊』
輸送船団の護衛任務にあたる主人公が本機に搭乗し、南方戦線を戦い抜く長編。
『帝都邀撃隊』
『迎撃戦闘隊』の続編。主人公が斜銃装備の本機に搭乗して本土を空襲するB-29 スーパーフォートレスの邀撃にあたる日々を描いている。
『震天制空隊』
震天制空隊に所属していた主人公が、その技量を見込まれて通常迎撃任務へ転属、本機を操縦してB-29迎撃に向かう短編。
『闇の誘導路』
試作電波誘導装置を搭載した本機が、対レーダー仕様のB-29との対決に挑む短編。
『昆虫国漂流記』(松本零士)
第32教育飛行隊長、松本少佐の愛機として登場。
『双頭の鷲の空』
作中冒頭に甲型、後半に丙型丁装備機が登場。
『龍空のエイシズ』
　主人公辰野の乗機

### アニメ
『荒野のコトブキ飛行隊』
第8話で正体不明の集団が使用。三十七粍砲装備の乙型と思われる。疾風に護衛されながら3機が出現し、飛行船「羽衣丸」に強行着陸した。

### 小説
『大逆転！幻の超重爆撃機「富嶽」』
檜山良昭の大逆転シリーズより、爆撃隊の護衛戦闘機として登場。
『パラレルワールド大戦争』
豊田有恒のSF小説。松代大本営跡に生じたタイムトンネルを通じて1945年の日本に介入した自衛隊によってASM-1空対艦誘導弾を搭載するための改造が施され、ASM-1を搭載して米軍艦への対艦攻撃を行う。

### ゲーム
『War Thunder』
日本空軍ツリーの重戦闘機として丁型、乙型、甲型、丙型が登場。
『艦隊これくしょん -艦これ-』
基地航空隊に配備可能な陸上戦闘機として甲型と丙型が登場。
『荒野のコトブキ飛行隊 大空のテイクオフガールズ！』
各キャラクターの搭乗可能機体として登場。